# Amaya Arzuaga
Amaya Arzuaga (* 1970) ist eine spanische Modedesignerin.
Sie beendete 1992 ihr Modedesign-Studium an der Universidad Politécnica de Madrid und trat als Modedesignerin ins Unternehmen ihrer Eltern ein. 1994 gründete sie ihr eigenes Unternehmen.
Arzuaga verkauft und präsentiert ihre Kollektionen auf internationalen Modeschauen wie Atmosphère (Paris), Fashion Cotterie (New York), Camera Nazionale della Moda Italiana (Mailand), Pasarela Cibeles (Madrid), Passarel·la Gaudí (Barcelona) oder London Fashion Week (London). Amaya Arzuaga besitzt mehr als 200 Boutiques in Spanien.

## Auszeichnungen
- Magacines Telva, Elle, Woman
- Empresaria joven de Expansión
- Arte de Vivir
- Primer Premio Cibeles
- Medalla de oro al mérito en las Bellas Artes de 2005